# Friidrott vid olympiska sommarspelen 1924
Friidrotten vid de olympiska sommarspelen 1924 i Paris bestod av 27 grenar och hölls mellan 6 och 13 juli 1924 på Stade Olympique de Colombes. Antalet deltagare var 657 tävlande från 40 länder.

## Medaljfördelning
| Medaljfördelning |                |      |        |       |        |
| Placering        | Nation         | Guld | Silver | Brons | Totalt |
| 1                | USA            | 12   | 10     | 10    | 32     |
| 2                | Finland        | 10   | 5      | 2     | 17     |
| 3                | Storbritannien | 3    | 3      | 5     | 11     |
| 4                | Italien        | 1    | 1      | 0     | 2      |
| 5                | Australien     | 1    | 0      | 0     | 1      |
| 6                | Sverige        | 0    | 3      | 2     | 5      |
| 7                | Schweiz        | 0    | 2      | 0     | 2      |
| 8                | Sydafrika      | 0    | 1      | 1     | 2      |
| 9                | Argentina      | 0    | 1      | 0     | 1      |
| 9                | Ungern         | 0    | 1      | 0     | 1      |
| 11               | Frankrike      | 0    | 0      | 3     | 3      |
| 12               | Estland        | 0    | 0      | 1     | 1      |
| 12               | Nederländerna  | 0    | 0      | 1     | 1      |
| 12               | Norge          | 0    | 0      | 1     | 1      |
| 12               | Nya Zeeland    | 0    | 0      | 1     | 1      |

## Medaljörer

### Herrar
| Gren                              | Guld                                                                            | Silver                                                                               | Brons                                                                           |
| 100 meter Detaljer...             | Harold Abrahams · Storbritannien                                                | Jackson Scholz · USA                                                                 | Arthur Porritt · Nya Zeeland                                                    |
| 200 meter Detaljer...             | Jackson Scholz · USA                                                            | Charles Paddock · USA                                                                | Eric Liddell · Storbritannien                                                   |
| 400 meter Detaljer...             | Eric Liddell · Storbritannien                                                   | Horatio Fitch · USA                                                                  | Guy Butler · Storbritannien                                                     |
| 800 meter Detaljer...             | Douglas Lowe · Storbritannien                                                   | Paul Martin · Schweiz                                                                | Schuyler Enck · USA                                                             |
| 1 500 meter Detaljer...           | Paavo Nurmi · Finland                                                           | Willy Schärer · Schweiz                                                              | Henry Stallard · Storbritannien                                                 |
| 5 000 meter Detaljer...           | Paavo Nurmi · Finland                                                           | Ville Ritola · Finland                                                               | Edvin Wide · Sverige                                                            |
| 10 000 m Detaljer...              | Ville Ritola · Finland                                                          | Edvin Wide · Sverige                                                                 | Eero Berg · Finland                                                             |
| Maraton Detaljer...               | Albin Stenroos · Finland                                                        | Romeo Bertini · Italien                                                              | Clarence DeMar · USA                                                            |
| 110 meter häck Detaljer...        | Daniel Kinsey · USA                                                             | Sydney Atkinson · Sydafrika                                                          | Sten Pettersson · Sverige                                                       |
| 400 meter häck Detaljer...        | Morgan Taylor · USA                                                             | Erik Wilén · Finland                                                                 | Ivan Riley · USA                                                                |
| 3 000 meter hinder Detaljer...    | Ville Ritola · Finland                                                          | Elias Katz · Finland                                                                 | Paul Bontemps · Frankrike                                                       |
| 4 x 100 meter stafett Detaljer... | USA · Loren Murchison · Louis Clarke · Frank Hussey · Alfred LeConey            | Storbritannien · Harold Abrahams · Walter Rangeley · William Nichol · Lancelot Royle | Nederländerna · Jan de Vries · Jacob Boot · Harry Broos · Marinus van den Berge |
| 4 x 400 meter stafett Detaljer... | USA · Commodore Cochran · Alan Helffrich · Oliver MacDonald · William Stevenson | Sverige · Artur Svensson · Erik Byléhn · Gustaf Weijnarth · Nils Engdahl             | Storbritannien · Edward Toms · George Renwick · Richard Ripley · Guy Butler     |
| 3 000 meter i lag Detaljer...     | Finland · Paavo Nurmi · Ville Ritola · Elias Katz                               | Storbritannien · Bernhard McDonald · Harry Johnston · George Webber                  | USA · Edward Kirby · William Cox · Willard Tibbetts                             |
| 10 kilometer gång Detaljer...     | Ugo Frigerio · Italien                                                          | Gordon Goodwin · Storbritannien                                                      | Cecil McMaster · Sydafrika                                                      |
| Terränglöpning Detaljer...        | Paavo Nurmi · Finland                                                           | Ville Ritola · Finland                                                               | Earl Johnson · USA                                                              |
| Terränglöpning i lag Detaljer...  | Finland · Paavo Nurmi · Ville Ritola · Heikki Liimatainen                       | USA · Earl Johnson · Arthur Studenroth · August Fager                                | Frankrike · Henri Lauvaux · Gaston Heuet · Maurice Norland                      |
| Längdhopp Detaljer...             | DeHart Hubbard · USA                                                            | Ned Gourdin · USA                                                                    | Sverre Hansen · Norge                                                           |
| Tresteg Detaljer...               | Nick Winter · Australien                                                        | Luis Brunetto · Argentina                                                            | Vilho Tuulos · Finland                                                          |
| Höjdhopp Detaljer...              | Harold Osborn · USA                                                             | Leroy Brown · USA                                                                    | Pierre Lewden · Frankrike                                                       |
| Stavhopp Detaljer...              | Lee Barnes · USA                                                                | Glen Graham · USA                                                                    | James Brooker · USA                                                             |
| Kulstötning Detaljer...           | Bud Houser · USA                                                                | Glenn Hartranft · USA                                                                | Ralph Hills · USA                                                               |
| Diskuskastning Detaljer...        | Bud Houser · USA                                                                | Vilho Niittymaa · Finland                                                            | Thomas Lieb · USA                                                               |
| Släggkastning Detaljer...         | Fred Tootell · USA                                                              | Matt McGrath · USA                                                                   | Malcolm Nokes · Storbritannien                                                  |
| Spjutkastning Detaljer...         | Jonni Myyrä · Finland                                                           | Gunnar Lindström · Sverige                                                           | Eugene Oberst · USA                                                             |
| Femkamp Detaljer...               | Eero Lehtonen · Finland                                                         | Elemér Somfay · Ungern                                                               | Robert LeGendre · USA                                                           |
| Tiokamp Detaljer...               | Harold Osborn · USA                                                             | Emerson Norton · USA                                                                 | Aleksander Klumberg · Estland                                                   |

## Deltagande nationer
Totalt deltog 657 friidrottare från 40 länder vid de olympiska spelen 1924 i Paris.
| - Argentina (10) - Australien (9) - Belgien (17) - Brasilien (8) - Bulgarien (4) - Chile (3) - Danmark (9) - Ecuador (3) - Egypten (1) - Estland (11) | - Filippinerna (1) - Finland (52) - Frankrike (70) - Grekland (12) - Haiti (3) - Indien (7) - Irland (11) - Italien (36) - Japan (8) - Jugoslavien (5) | - Kanada (27) - Lettland (10) - Luxemburg (3) - Mexiko (11) - Monaco (1) - Nederländerna (19) - Norge (10) - Nya Zeeland (1) - Polen (14) - Portugal (3) | - Schweiz (17) - Spanien (13) - Storbritannien (65) - Sverige (33) - Sydafrika (12) - Tjeckoslovakien (17) - Turkiet (4) - Ungern (16) - USA (96) - Österrike (6) |